# Segona Divisió turca de futbol
La Segona Divisió turca de futbol anomenada oficialment TFF First League o Bank Asya 1. Lig per raons de patrocini és la segona lliga de futbol més important de Turquia després de la Turkcell Süper Lig. Va ser fundada el 2001 sota el nom de Turkish Second League Category A amb la participació de 20 equips. Un any més tard es va reduir a 18.